# Улм
Улм (на немски: Ulm) е град в Германия, провинция Баден-Вюртемберг. Това е родният град на Алберт Айнщайн.

## География
Градът е разположен на река Дунав и нейния приток Илер. Този независим град е център на окръга Алб-Донау.
Площта на Улм е 118,69 км², населението към 31 декември 2010 г. – 122 801 жители, а гъстотата на населението – 1035 д/км².

## История
Градът се споменава за първи път през 9 век. Селището се споменава за пръв път през 854 г. като търговски пункт. През 1181 г. Улм получава градски права и до 1802 г. е седалище на курфюрст (княз). В края на XII век херцог Отокар фон Шарермарк дава привилегии на търговците от Улм, Регенсбург и Аахен. От 1300 година започва укрепването на града с двойна стена. В един документ от 1397 г. се съобщава, че Улм е вече свободен, самостоятелен град.
Между 16 и 19 октомври 1805 г. в Улм се провежда Битката при Улм, при която Франция на Наполеон побеждава Австрия.

## Забележителности
- Катедралата в Улм (Улмският Мюнстер) е най-високата църковна постройка в света – 161,53 м.
- Фишерфиртел (немски: Fischerviertel – рибарският квартал) е средновековна занаятчийска част от града.

## Партньорски градове
- Арад, Румъния
- Братислава, Словакия
- Будапеща, Бая, Унгария
- Видин, Силистра, България
- Вуковар, Хърватия
- Клуж-Напока, Румъния
- Нови Сад, Суботица, Кладово, Сърбия
- Сибиу, Румъния
- Тимишоара, Румъния
- Тулча, Румъния
- Хинотега, Никарагуа

## Личности родени в Улм
- Роберт Бош (роден 1861 в с. Албек, околностите на Улм), индустриалец, изобретател
- Алберт Айнщайн (1879 – 1955), физик
- Клеменс Бецел (1895–1945), генерал-лейтенант
- Ули Хьонес (р. 1952), футболист

## Личности починали в Улм
- Едгар Рабш (1928 – 1990), немски органист и композитор